# Темерин
Темерин је градско насеље у Србији и седиште истоимене општине у Јужнобачком управном округу. Према попису из 2022. било је 17.998 становника.

## Географија
Темерин се налази у југоисточном делу Бачке, око 20 km северно од Новог Сада и седиште је истоимене општине коју још чине и насеља Бачки Јарак, Сириг и преко 137 салаша. Граничи се са општинама Жабаљ на истоку, Србобран на северу, Врбас на западу и Нови Сад на југу. Изузетно повољан географски положај условиле су важније саобраћајнице које пролазе кроз Темерин и темеринску општину. У самом Темерину секу се регионални путеви Р-104 (Оџаци – Змајево – Сириг – Темерин – Жабаљ) и Р-120 (Нови Сад – Темерин – Бечеј – Сента). Поред ових регионалних путева, кроз територију општине пролазе међународни пут Е-75 (Београд – Нови Сад – Суботица – мађарска граница) и међународни М-22. Кроз Темерин пролази железничка пруга од Новог Сада ка Жабљу, Бечеју и Сенти.
У околини Темерина протиче река Јегричка и мањи канали као што су Бела бара, Циганска бара и Мала бара.
Целокупна површина темеринског атара налази се на јужној Бачкој лесној тераси, а надморска висина креће се од 77,0 до 85,5 m. Карактеристични геоморфолошки облици рељефа су речне долине, док су лучна удубљења и хумови нешто ређа појава. Највећу долину има Јегричка која припада хидросистему ДТД.

## Делови насеља
Крајем 19. века, насеље Темерин се простирало дуж долине Мале баре. На југу је допирало до железничке пруге, а на северу до Циганске баре. До знатнијег ширења насеља дошло је између два светска рата, када је на југу изграђено насеље Старо Ђурђево или Колонија, а на северу, на другој страни Циганске баре, насеље Телеп. На тај начин, настала су три јасно издвојена дела Темерина: Старо Ђурђево на југу, стари Темерин у средини и Телеп на северу.
Насеље Темерин чине две месне заједнице: „Прва МЗ Темерин” на северу и „Старо Ђурђево” на југу.

## Клима
Клима је континентална због Алпа и Динарских планина који спречавају продор влажних ваздушних маса са Атлантика и Јадранског мора. Доминантан ветар је кошава која се јавља најчешће у зимској половини године, док је у летњој половини најзаступљенији северозападни ветар. Месеци са највећим бројем ветровитих дана су фебруар, март и април док су најмирнији периоди од јуна до септембра.
| Клима Темерина                                   | Клима Темерина | Клима Темерина | Клима Темерина | Клима Темерина | Клима Темерина | Клима Темерина | Клима Темерина | Клима Темерина | Клима Темерина | Клима Темерина | Клима Темерина | Клима Темерина | Клима Темерина |
| Показатељ \ Месец                                | .Јан.          | .Феб.          | .Мар.          | .Апр.          | .Мај.          | .Јун.          | .Јул.          | .Авг.          | .Сеп.          | .Окт.          | .Нов.          | .Дец.          | .Год.          |
| ------------------------------------------------ | -------------- | -------------- | -------------- | -------------- | -------------- | -------------- | -------------- | -------------- | -------------- | -------------- | -------------- | -------------- | -------------- |
| Средњи максимум, °C (°F)                         | 2,5 (36,5)     | 5,7 (42,3)     | 11,5 (52,7)    | 17,2 (63)      | 22,5 (72,5)    | 25,2 (77,4)    | 27,2 (81)      | 27,2 (81)      | 23,7 (74,7)    | 18,0 (64,4)    | 10,3 (50,5)    | 4,5 (40,1)     | 16,3 (61,3)    |
| Средњи минимум, °C (°F)                          | −4,4 (24,1)    | −2,3 (27,9)    | 1,2 (34,2)     | 5,8 (42,4)     | 10,6 (51,1)    | 13,6 (56,5)    | 14,7 (58,5)    | 14,2 (57,6)    | 11,2 (52,2)    | 6,3 (43,3)     | 2,2 (36)       | −1,9 (28,6)    | 5,9 (42,6)     |
| Количина падавина, mm (in)                       | 38 (15)        | 35 (13,8)      | 41 (16,1)      | 47 (18,5)      | 57 (22,4)      | 82 (32,3)      | 61 (24)        | 55 (21,7)      | 36 (14,2)      | 35 (13,8)      | 46 (18,1)      | 44 (17,3)      | 577 (227,2)    |
| Извор: Републички хидрометеоролошки завод Србије |                |                |                |                |                |                |                |                |                |                |                |                |                |

## Историја

### Први помени Темерина
Темерин се први пут помиње 1332. године у папској признаници издатој жупном свештенику места, Лаурентију де Темерију за исплату папиног десетка. Место се тада налази у саставу Краљевине Угарске, са краљем Карољем Робертом на челу. Овај значајан докуменат за историју Темерина се налази у Ватикану под називом: Rationes collectoriae in Hungaria 1317. 1332-1337. Nr. 183. Други важан докуменат у којем се поново појављује назив места Темерин (Themeri) потиче из 1522. године, а то је списак кметова од којих је наплаћена - christianitatis - црквена десетина.
Према подацима из Гласника историјског друштва у Новом Саду из 1935. године, најстарији спомен о Темерину је из 1267. године. Код Темерина се спомиње место Арања. Темерин је у саставу Краљевине Угарске био до 1526. године, када је после Мохачке битке наступио турски период.

### Турски период
До формирања Будимског пашалука долази 1542. године. Бачка се налазила у Сегединском санџаку, подељена у 6 нахија: бајску, бачку, сегединску, сомборску, суботичку и тителску. Тителска нахија била је најмања по броју домова и њој је припадао Темерин. Цела нахија 1554. године имала је 20 насеља са 143 дома. Око 1570. године имала је 24 насеља са 313 домова, двадесет година касније, 1590. године, имала је 28 насеља са 617 домова. Турске пореске књиге из 1553. године говоре о Темерину као насељу које има 11 кућа од којих 4 плаћају порез, а 7 не плаћа. Следеће године Темерин има 5 пореских кућа. Под појмом „кућа“ тада се подразумевала породица са 10 до 20, али и више чланова.

### Појава Срба
Први поименични списак српског становништва насеља Темерин забележен је у Сегединском дефтеру из 1560—1561. године. Примићур-кнез се звао Радица Степана. Опорезованих кућа у насељу било је 20, а укупан приход од феудалних давања 5.922 акче. На основу расписаних пореских обавеза може се видети да су се тадашњи становници бавили производњом житарица и поврћа, сточарством и пчеларством.

### Хабзбуршка власт
На северозападу од Темерина, између Сирига, Надаља и Темерина лежало је село Алмаш, у непосредној близини речице Јегричке. Његови становници преселили су се у Нови Сад: део Новог Сада који су населили од тога доба назван је Алмашки крај, а православна црква коју су подигли, Алмашка црква. Ови називи су се очували до данас.
Становници Темерина су од 1699. године па до 1800. године били камералисти, а то значи да нису били јобађи (кметови).
Према Димитрију Руварцу Темерин је 1722. године српско насеље са 62 српске куће и три православна попа: поп Мишко, поп Михајло и поп Петар. Број кућа се стално повећавао. По попису из 1733. године Темерин има 183 дома и пет свештеника и то су: Јован Миодраговић, Теодор Савић, Павел Поповић, Стефан Остојић и Василије Живановић. Тако 1769. године Темерин има 208, 1773. године 183, а 1786. године 215 српских домова. Те године у њему живи и ради чак 5 српских православних попова, 2 служећа и 3 неслужећа. Поп Павел Поповић је 1776. године парох темерински и намесник протопопијата новосадског. Из тог периода имамо и прву војну карту насеља које се пружало лучно у четири реда кућа, а било је опасано шанцем дугим око 13 km. На карти се налази Старо српско село Темерин из 1783. године.
Према акту у фонду Илирске дворске депутације из 1772. године „овде постоји школа од пре тридесет година”, дакле школа постоји и ради од 1742. године. „Ту се учи читање, писање, црквене песме и молитве. Школске трошкове обезбеђује Општина (комунитет) која плаћа учитеља, о чему брине један свештеник.”
Према подацима, из 1720. године, кнез Темерина био је Радојица Парастинац, у периоду 1725/26. кнез је Јосим Ратковић, а 1730. кнез је Младен Кусовин, да би од 1770. више година кнез био Гаја Грујић.
Будући да је Темерин тада био богато и развијено насеље, Темеринци су између 1746. и 1749. изградили лепу и велику православну цркву и посветили је Светом Вазнесењу Господњем. Налазила се на почетку данашње Босанске улице, са десне стране, између садашњих кућних бројева 2 и 10. Осим војне карте доказ за то су црквене књиге из те цркве од којих се неке и данас чувају у цркви Светог Вазнесења Господњег у селу Ђурђеву.
Црква у Темерину била је од цигле (у многим селима цркве су тада биле од дрвета—брвнаре). Цркву је градио Јохан Милнер, а на томе је инсистирао и радове усмеравао епископ Бачко-Сегединске епархије Висарион Павловић.
Основну школу при цркви је похађао књижевник, професор богословије, горњокарловачки епископ Лукијан Мушицки, рођен у Темерину 1777. године. Био је пријатељ и сарадник Вука Стефановића Караџића, а Вуку је предложио садашњи изглед слова „ђ”.
Највећи део Бачке, тада 56 насеља, међу којима и Темерин, били су коморско добро. Комора је 1796. године Темерин и Бачки Јарак продала грофу Шандору Сечену за 80.000 форинти.
Поновно (организовано) насељавање Мађара у Темерин почиње 1782. године, а 1787. године насељавају се у Темерин и Швабе. Те године они оснивају и насељавају Бачки Јарак који је дотле био темеринска пустара. На месту Бачког Јарка било је старо насеље које се спомиње још 1267. године под словенским именом Ирег, Иригд, Ириг што значи Јарак, назван тако по шанцу који овде постоји још из римско–јазишког доба. У Бачки Јарак населиле су се Швабе из Виртемберга, а који су прво били упућени у Руму.
1782. године Темерин је мешовито насеље, у коме поред Срба живе Мађари и Немци.
Покушај грофа Шандора Сечена да темеринске Србе претвори у јобађе (кметове) имао је за последицу њихов четворогодишњи (1796—1800. године) напор да Темерин прикључе Војној граници, тј. њеној најближој јединици Шајкашком батаљону. Када тај напор није уродио плодом, они 21. јула 1799. године одлучују да се иселе из Темерина. Изаслана жупанијска комисија у том их је спречила, заправо исељавање одложила. Али, баш тог дана иста комисија је сачинила нама драгоцен документ: „попис породица Темеринаца грчко-неуједињене вере који су се изразили за исељење у војни батаљон, назначено на пустару Пашка.” Тај документ садржи имена 178 старешина кућа који се исељавају. Након неколико месеци број породица исељеника се повећао на 210 са укупно 1610 душа. У пролеће 1800. године они су своје куће и цркву „разградили” и све пренели на пустару Пашка где су основали ново насеље Ђурђево, будући да су се о Ђурђеву дану селили. Само 5 година касније ту, у Ђурђеву, од пренетог материјала саградили су још већу цркву посвећену, као и она у Темерину, Св. Вазнесењу Господњем.
Темерин је тако у наредних 120 година остао без Срба, а гроф Сечен је довео мађарске колонисте, из жупанија Пешт, Фехер и Толна, те међу њима доста Словака, који су брзо мађаризовани. Исти гроф је између 1796. и 1804. године ту дао да се сазида репрезентативна палата дворац, који и данас стоји под заштитом државе, Каштел. У њему се данас налази Техничка школа (од скоро Средња школа „Лукијан Мушицки”).
Од породице Сечен темерински посед и „Каштел” купио је житарски трговац Антал Фернбах из Апатина. Наследници су му били Ана и Петер Фернбах који ће темерински велепосед у целости задржати све до аграрне реформе у Краљевини Срба, Хрвата и Словенаца 1920. године. Темерин је 1799. године проглашен за пољску варошицу, те је добио право на одржавање 4 сточна вашара годишње. Садашња католичка црква саграђена је 1804. године, а „стара школа” сазидана је 1835. године. У српско-мађарском сукобу 1848. Темерин је у борбама до темеља изгорео, а становништво је избегло на север у Бачку Тополу, Мали Иђош и Чантавир, одакле се након 2-3 године већи број вратио у своје домове. После узастопних временских неприлика, које су годинама погађале Темерин и од којих су највеће биле 20. јула 1853. г., на дан Светог Илије по грегоријанском календару, мађарско становништво се заклело да ће дан Светог Илије прославити у цркви и - као што је то уобичајено и на осталим верским празницима - на тај дан неће радити. Верски празник мађарског становништва Темерина, Илиндан се слави до данашњег дана.
Железничка пруга Нови Сад – Темерин – Бечеј изграђена је и стављена у промет 2. јула 1899. године, као и темеринска железничка станица. Њеном изградњом отпочиње индустријски развој Темерина, као и пуштање у погон циглане и првих парних млинова. Тако Темерин брзо постаје један од значајних трговачких центара у југоисточној Бачкој.
По попису из 1900 г. у Темерину је живео 9520 становника у 1600 кућа, и то: 8711 Мађара, 787 Немаца, 13 Срба и 9 Словака.

### Након Првог светског рата
У време међуратне колонизације, на јужној периферији Темерина, на месту некадашњег Ђурђева које је расељено 1799. године, настало је насеље колониста добровољаца названо Старо Ђурђево или Колонија. У јуну 1924. се помиње освећење добровољачке колоније по називу Нови Темерин, на поседу удовице Ане Фернбах.
Темерин је 1927. године добио електричну енергију. Током војне окупације у Другом светском рату (1941—1944) становници Старог Ђурђева и Сирига су протерани из својих домова, а мађарске породице из Буковине су насељене на њихову земљу. Године 1944. оне су напустиле Сириг и Старо Ђурђево, као и Немци Бачки Јарак. Бачки Јарак је постао скоро потпуно колонизован досељеницима из Босне и Херцеговине.
Након распада СФРЈ у Темерин се доселио велики број српских избеглица из Хрватске и Босне и Херцеговине, од којих је у Темерину остало око 5.000. На северном делу места, за избеглице је изграђено ново насеље Кудељара, са око 100 кућа.

## Демографија
У насељу Темерин живи 15.175 пунолетних становника, а просечна старост становништва износи 40,1 година (38,7 код мушкараца и 41,5 код жена). У насељу има 6.529 домаћинстава, а просечан број чланова по домаћинству је 2,32 (попис 2002).
Становништво у овом насељу веома је нехомогено, а у последња три пописа, примећен је пораст у броју становника.
|             | \| Демографија[4] \| Демографија[4] \| Демографија[4] \| \| Година \| Становника \| Становника \| \| -------------- \| -------------- \| -------------- \| \| 1948. \| 11.438 \| \| \| 1953. \| 11.621 \| \| \| 1961. \| 12.705 \| \| \| 1971. \| 13.584 \| \| \| 1981. \| 14.875 \| \| \| 1991. \| 16.971 \| 16.579 \| \| 2002. \| 19.216 \| 19.924 \| \| 2011. \| 19.661 \| \| |            |
| Демографија | |            |
| Година      | Становника | Становника |
| 1948.       | 11.438 |            |
| 1953.       | 11.621 |            |
| 1961.       | 12.705 |            |
| 1971.       | 13.584 |            |
| 1981.       | 14.875 |            |
| 1991.       | 16.971 | 16.579     |
| 2002.       | 19.216 | 19.924     |
| 2011.       | 19.661 |            |

| Етнички састав према попису из 2002.‍ | Етнички састав према попису из 2002.‍ | Етнички састав према попису из 2002.‍ | Етнички састав према попису из 2002.‍ | Етнички састав према попису из 2002.‍ |
| ------------------------------------ | ------------------------------------ | ------------------------------------ | ------------------------------------ | ------------------------------------ |
|                                      |                                      |                                      |                                      |                                      |
| Срби                                 | Срби                                 |                                      | 9.660                                | 50,27%                               |
| Мађари                               | Мађари                               |                                      | 8.187                                | 42,60%                               |
| Југословени                          | Југословени                          |                                      | 304                                  | 1,58%                                |
| Хрвати                               | Хрвати                               |                                      | 137                                  | 0,71%                                |
| Црногорци                            | Црногорци                            |                                      | 62                                   | 0,32%                                |
| Словаци                              | Словаци                              |                                      | 53                                   | 0,27%                                |
| Роми                                 | Роми                                 |                                      | 38                                   | 0,19%                                |
| Албанци                              | Албанци                              |                                      | 33                                   | 0,17%                                |
| Русини                               | Русини                               |                                      | 32                                   | 0,16%                                |
| Немци                                | Немци                                |                                      | 19                                   | 0,09%                                |
| Муслимани                            | Муслимани                            |                                      | 15                                   | 0,07%                                |
| Македонци                            | Македонци                            |                                      | 15                                   | 0,07%                                |
| Румуни                               | Румуни                               |                                      | 13                                   | 0,06%                                |
| Словенци                             | Словенци                             |                                      | 9                                    | 0,04%                                |
| Украјинци                            | Украјинци                            |                                      | 6                                    | 0,03%                                |
| Бугари                               | Бугари                               |                                      | 6                                    | 0,03%                                |
| Буњевци                              | Буњевци                              |                                      | 5                                    | 0,02%                                |
| Руси                                 | Руси                                 |                                      | 4                                    | 0,02%                                |
| Бошњаци                              | Бошњаци                              |                                      | 1                                    | 0,00%                                |
| непознато                            | непознато                            |                                      | 307                                  | 1,59%                                |

| \| \| м \| \| \| ж \| \| ? \| 31 \| \| \| 34 \| \| 80+ \| 105 \| \| \| 207 \| \| 75—79 \| 164 \| \| \| 299 \| \| 70—74 \| 315 \| \| \| 455 \| \| 65—69 \| 404 \| \| \| 547 \| \| 60—64 \| 446 \| \| \| 526 \| \| 55—59 \| 507 \| \| \| 506 \| \| 50—54 \| 774 \| \| \| 669 \| \| 45—49 \| 904 \| \| \| 859 \| \| 40—44 \| 724 \| \| \| 795 \| \| 35—39 \| 637 \| \| \| 649 \| \| 30—34 \| 579 \| \| \| 578 \| \| 25—29 \| 684 \| \| \| 682 \| \| 20—24 \| 768 \| \| \| 752 \| \| 15—19 \| 673 \| \| \| 704 \| \| 10—14 \| 639 \| \| \| 599 \| \| 5—9 \| 598 \| \| \| 519 \| \| 0—4 \| 471 \| \| \| 413 \| \| Просек : \| 37,0 \| \| \| 39,5 \| |      |  |  |      |
| |      |  |  |      |
| | м    |  |  | ж    |
| ? | 31   |  |  | 34   |
| 80+ | 105  |  |  | 207  |
| 75—79 | 164  |  |  | 299  |
| 70—74 | 315  |  |  | 455  |
| 65—69 | 404  |  |  | 547  |
| 60—64 | 446  |  |  | 526  |
| 55—59 | 507  |  |  | 506  |
| 50—54 | 774  |  |  | 669  |
| 45—49 | 904  |  |  | 859  |
| 40—44 | 724  |  |  | 795  |
| 35—39 | 637  |  |  | 649  |
| 30—34 | 579  |  |  | 578  |
| 25—29 | 684  |  |  | 682  |
| 20—24 | 768  |  |  | 752  |
| 15—19 | 673  |  |  | 704  |
| 10—14 | 639  |  |  | 599  |
| 5—9 | 598  |  |  | 519  |
| 0—4 | 471  |  |  | 413  |
| Просек : | 37,0 |  |  | 39,5 |

| Година пописа     | 1948. | 1953. | 1961. | 1971. | 1981. | 1991. | 2002. |
| ----------------- | ----- | ----- | ----- | ----- | ----- | ----- | ----- |
| Број домаћинстава | 3.326 | 3.653 | 4.140 | 4.671 | 5.134 | 5.766 | 6.529 |

| Број чланова      | 1     | 2     | 3     | 4     | 5   | 6   | 7  | 8  | 9 | 10 и више | Просек |
| ----------------- | ----- | ----- | ----- | ----- | --- | --- | -- | -- | - | --------- | ------ |
| Број домаћинстава | 1.186 | 1.593 | 1.264 | 1.743 | 499 | 166 | 58 | 10 | 2 | 8         | 2,94   |

| Пол    | Укупно | Неожењен/Неудата | Ожењен/Удата | Удовац/Удовица | Разведен/Разведена | Непознато |
| ------ | ------ | ---------------- | ------------ | -------------- | ------------------ | --------- |
| Мушки  | 7.715  | 2.281            | 4.888        | 297            | 230                | 19        |
| Женски | 8.262  | 1.645            | 4.962        | 1.316          | 323                | 16        |
| УКУПНО | 15.977 | 3.926            | 9.850        | 1.613          | 553                | 35        |

| Пол    | Укупно                    | Пољопривреда, лов и шумарство | Рибарство                            | Вађење руде и камена | Прерађивачка индустрија       |
| ------ | ------------------------- | ----------------------------- | ------------------------------------ | -------------------- | ----------------------------- |
| Мушки  | 4.200                     | 666                           | 0                                    | 6                    | 1.328                         |
| Женски | 2.414                     | 189                           | 1                                    | 0                    | 668                           |
| Укупно | 6.614                     | 855                           | 1                                    | 6                    | 1.996                         |
|        |                           |                               |                                      |                      |                               |
| Пол    | Производња и снабдевање   | Грађевинарство                | Трговина                             | Хотели и ресторани   | Саобраћај, складиштење и везе |
| Мушки  | 57                        | 603                           | 505                                  | 60                   | 267                           |
| Женски | 9                         | 41                            | 497                                  | 74                   | 34                            |
| Укупно | 66                        | 644                           | 1.002                                | 134                  | 301                           |
|        |                           |                               |                                      |                      |                               |
| Пол    | Финансијско посредовање   | Некретнине                    | Државна управа и одбрана             | Образовање           | Здравствени и социјални рад   |
| Мушки  | 14                        | 136                           | 142                                  | 65                   | 63                            |
| Женски | 49                        | 111                           | 104                                  | 189                  | 274                           |
| Укупно | 63                        | 247                           | 246                                  | 254                  | 337                           |
|        |                           |                               |                                      |                      |                               |
| Пол    | Остале услужне активности | Приватна домаћинства          | Екстериторијалне организације и тела | Непознато            | Непознато                     |
| Мушки  | 115                       | 2                             | 0                                    | 171                  | 171                           |
| Женски | 96                        | 9                             | 1                                    | 68                   | 68                            |
| Укупно | 211                       | 11                            | 1                                    | 239                  | 239                           |

## Привреда
Овде се налази фабрика котрљајућих лежајева и кардана ФКЛ.

## Спорт
Темерин има богати спортски живот. Рукометаши РК Младост-ТСК и ЖРК Темерин су тренутно учесници Друге лиге. Стонотенисерке ТСК су биле првакиње СР Југославије. У самом Темерину постоје два фудбалска клуба, ФК Слога и ФК ТСК, а постоји и кошаркашки клуб КК ФКЛ.

## Познати Темеринчани
- Лукијан Мушицки — српски писац, теолог и владика
- Карољ Сирмаи — мађарски писац
- Драгутин Зеленовић — премијер Србије
- Душан Медић — песник, спортиста, хумориста

## Галерија
- Зграда Радио Темерина
- Средња школа „Лукијан Мушицки”
- Базен у Темерину
- Православна црква у Темерину
- Католичка црква у центру Темерина
- Нова католичка црква у Темерину, освештана 2000.
- Ресторан Моја Чарда
- Парк у Темерину
- Парк у Темерину
- Парк у Темерину
- Парк у Темерину
- Парк у Темерину